# Ernie Adams
Ernie Adams, nato Ernest Stephen Dumarais (San Francisco, 18 giugno 1885 – Hollywood, 26 novembre 1947), è stato un attore statunitense.

## Biografia
Nato a San Francisco (California), era anche annunciato come Ernest S. Adams e Ernie S. Adams.
Ha lavorato nel mondo del vaudeville, del teatro e del cinema. La sua carriera è iniziata nella commedia musicale a Broadway. Con la moglie Berdonna Gilbert ha formato il duo di vaudeville "Gilbert and Adams".
Nel mondo del cinema ha preso parte a circa 400 film partendo dall'era del muto, nel 1919, fino al 1947, anno della sua morte, all'età di 62 anni.

## Filmografia
- Melting Millions, regia di Spencer Gordon Bennet (1927)
- Dunque è questo l'amore? (So This Is Love?), regia di Frank Capra (1928)